# Michail Kukuškin
Michail Aleksandrovič Kukuškin, accreditato come Mikhail Kukushkin dalla ATP (in russo Михаил Александрович Кукушкин?; Volgograd, 26 dicembre 1987), è un tennista russo naturalizzato kazako.

## Biografia

### Carriera tennistica
Comincia a frequentare il circuito futures nell'ottobre 2005. Conquista la prima finale in Russia nel novembre dell'anno successivo, ma il primo successo arriverà solamente nel luglio 2007, non in futures ma alla Mordovia Cup di Saransk un torneo Challenger a cui segue la settimana successiva un altro successo questa volta al Samarkand Challenger di Samarcanda. In ottobre si qualifica per il tabellone principale del St. Petersburg Open, ma viene subito eliminato da Michail Ledovskich.
Nel marzo 2008 conquista il Barletta Open partendo dalle qualificazioni, un mese dopo accede per la seconda volta al tabellone principale di un torneo dell'ATP Tour, al primo turno sconfigge il numero 24 del mondo Jarkko Nieminen e successivamente l'uruguayano Pablo Cuevas, prima di perdere da Albert Montañés in tre set, chiude quell'anno qualificandosi nuovamente per il torneo di San Pietroburgo e per la Kremlin Cup di Mosca da dove verrà eliminato rispettivamente al secondo e primo turno.
Nel 2009 si qualifica al primo Masters 1000 della carriera a Miami, dove si arrende a Dmitrij Tursunov in tre set. Dopo il secondo turno a Barcellona e il primo all'Estoril, vince il suo terzo challenger della carriera a Pensa, in Russia. Ad ottobre arriva per la prima volta in una semifinale ATP a Mosca battendo Fognini, Odesnik e Cuevas.
Nel 2010 non coglie particolari risultati fino a giugno quando la vittoria nel challenger di Braunschweig gli permette di entrare per la prima volta nei primi 100 del ranking. Bissa poi il successo a Penza, perde in finale a Istanbul da Adrian Mannarino e al secondo turno del Pilot Pen Tennis di New Haven.
Ad agosto partecipa per la prima volta ad un torneo dello slam, precisamente agli US Open, uscendo subito per mano di Stan Wawrinka. A Bangkok perde ai quarti di finale contro Rafael Nadal.
Ad inizio novembre vince il suo primo torno ATP a San Pietroburgo sconfiggendo nell'ordine Chardy, Gabašvili, Tipsarević, Marčenko e Južnyj 6–3, 7–6 in finale.
Agli Australian Open 2012 raggiunge per la prima volta in carriera il quarto turno in un torneo del Grande Slam sconfiggendo nell'ordine Guillermo García López e, entrambi in cinque set, la 18º e l'11º testa di serie Viktor Troicki e Gaël Monfils, prima di ritirarsi nel terzo set della sfida contro il numero quattro del mondo Andy Murray sul punteggio di 6–1, 6–1, 1–0.
Raggiunge la 3º finale ATP della carriera nel 2015 a Sydney dove perde contro Viktor Troicki.
Nel 2013 perde la finale alla Kremlin Cup di Mosca contro Richard Gasquet.
Nel 2019 raggiunge all'Open 13 di Marsiglia la quarta finale ATP della carriera, perdendo contro Stefanos Tsitsipas 7–5, 7–6.
Nello stesso anno si spinge fino agli ottavi di finale a Wimbledon.
Nel 2020 il risultato più significativo è la semifinale in doppio agli Australian Open, raggiunta con il connazionale Aleksandr Bublik.
Durante il 2021 perde al primo turno in tutti e quattro gli Slam in singolare, mentre viene eliminato al secondo turno di doppio agli Australian Open.

## Statistiche

### Singolare

#### Vittorie (1)
| Legenda                   |
| Grande Slam (0)           |
| ATP World Tour Finals (0) |
| ATP Masters 1000 (0)      |
| ATP World Tour 500 (0)    |
| ATP World Tour 250 (1)    |

| N. | Data             | Torneo                               | Superficie  | Avversario in finale | Punteggio   |
| 1. | 1º novembre 2010 | St. Petersburg Open, San Pietroburgo | Cemento (i) | Michail Južnyj       | 6–3, 7–6(2) |

#### Finali perse (3)
| Legenda                   |
| Grande Slam (0)           |
| ATP World Tour Finals (0) |
| ATP Masters 1000 (0)      |
| ATP World Tour 500 (0)    |
| ATP World Tour 250 (3)    |

| N. | Data             | Torneo                            | Superficie  | Avversario in finale | Punteggio     |
| 1. | 20 ottobre 2013  | Kremlin Cup, Mosca                | Cemento (i) | Richard Gasquet      | 6–4, 4–6, 4–6 |
| 2. | 18 gennaio 2015  | Apia International Sydney, Sydney | Cemento     | Viktor Troicki       | 2–6, 3–6      |
| 3. | 24 febbraio 2019 | Open 13 Provence, Marsiglia       | Cemento (i) | Stefanos Tsitsipas   | 5–7, 6(5)–7   |

## Risultati in progressione
| Sigla | Risultato               |
| ----- | ----------------------- |
| V     | Vincitore               |
| F     | Finalista               |
| SF    | Semifinalista           |
| O     | Oro olimpico            |
| A     | Argento olimpico        |
| SF    | Bronzo olimpico         |
| QF    | Quarti di Finale        |
| 4T    | Quarto turno            |
| 3T    | Terzo turno             |
| 2T    | Secondo turno           |
| 1T    | Primo turno             |
| RR    | Round Robin             |
| LQ    | Turno di qualificazione |
| A     | Assente                 |
| ND    | Non disputato           |

| Legenda superfici    |
| -------------------- |
| Cemento              |
| Terra battuta        |
| Erba                 |
| Superficie variabile |

### Singolare
| Torneo             | 2008 | 2009          | 2010          | 2011          | 2012 | 2013          | 2014          | 2015          | 2016 | 2017          | 2018          | 2019          | 2020          | 2021 | 2022          | 2023          | 2024 | 2025          | V-S   |
| Tornei Grande Slam |      |               |               |               |      |               |               |               |      |               |               |               |               |      |               |               |      |               |       |
| Australian Open    | A    | Q1            | A             | 1T            | 4T   | 1T            | 1T            | 1T            | 1T   | 1T            | 1T            | 1T            | 1T            | 1T   | 1T            | A             | A    | Q1            | 3–12  |
| Roland Garros      | Q2   | Q2            | Q2            | 2T            | 2T   | Q2            | 2T            | 1T            | 1T   | 2T            | 1T            | 1T            | 2T            | 1T   | A             | A             | 1T   |               | 5–11  |
| Wimbledon          | Q1   | A             | A             | 1T            | 1T   | A             | 3T            | 1T            | 2T   | 2T            | 2T            | 4T            | ND            | 1T   | 1T            | A             | Q3   |               | 8–10  |
| US Open            | A    | Q1            | 1T            | 2T            | 1T   | 3T            | 1T            | 3T            | 1T   | 3T            | 3T            | 2T            | 3T            | 1T   | A             | A             | Q1   |               | 12–12 |
| Vittorie–Sconfitte | 0–0  | 0–0           | 0–1           | 2–4           | 4–4  | 2–2           | 3–4           | 2–4           | 1–3  | 4–4           | 3–4           | 4–4           | 3–3           | 0–4  | 0–2           | 0–0           | 0–1  | 0–0           | 28–45 |
| Giochi Olimpici    |      |               |               |               |      |               |               |               |      |               |               |               |               |      |               |               |      |               |       |
| Giochi Olimpici    | A    | Non disputati | Non disputati | Non disputati | 1T   | Non disputati | Non disputati | Non disputati | A    | Non disputati | Non disputati | Non disputati | Non disputati | 2T   | Non disputati | Non disputati | A    | Non disputati | 1–2   |
| Vittorie–Sconfitte | 0–0  | Non disputati | Non disputati | Non disputati | 0–1  | Non disputati | Non disputati | Non disputati | 0–0  | Non disputati | Non disputati | Non disputati | Non disputati | 1–1  | Non disputati | Non disputati | 0–0  | Non disputati | 1–2   |

### Doppio
| Torneo             | 2008 | 2009 | 2010 | 2011 | 2012 | 2013 | 2014 | 2015 | 2016 | 2017 | 2018 | 2019 | 2020 | 2021 | V–S   |
| ------------------ | ---- | ---- | ---- | ---- | ---- | ---- | ---- | ---- | ---- | ---- | ---- | ---- | ---- | ---- | ----- |
| Tornei Grande Slam |      |      |      |      |      |      |      |      |      |      |      |      |      |      |       |
| Australian Open    | A    | A    | A    | 1T   | 1T   | A    | 1T   | 1T   | 1T   | A    | 1T   | 1T   | SF   | 2T   | 5–9   |
| Roland Garros      | A    | A    | A    | 3T   | 1T   | A    | 2T   | 1T   | A    | A    | A    | QF   | 1T   | A    | 6–6   |
| Wimbledon          | Q1   | A    | A    | 2T   | 2T   | A    | 2T   | 1T   | A    | A    | A    | 2T   | ND   | A    | 4–5   |
| US Open            | A    | A    | A    | 2T   | 1T   | A    | 3T   | 1T   | A    | A    | A    | 1T   | A    | A    | 3–4   |
| Vittorie–Sconfitte | 0–0  | 0–0  | 0–0  | 4–4  | 1–3  | 0–0  | 4–4  | 0–4  | 0–1  | 0–0  | 0–1  | 4–4  | 4–2  | 1–1  | 18–24 |